# Berzu purvs
Berzu purvs este o arie protejată (arie specială de conservare — SAC, sit de importanță comunitară — SCI, arie de protecție specială avifaunistică — SPA) din Letonia întinsă pe o suprafață de 57,68 ha, integral pe uscat.

## Localizare
Centrul sitului Berzu purvs este situat la coordonatele 57°14′10″N 26°33′50″E / 57.2362°N 26.5638°E.

## Înființare
Situl Berzu purvs a fost declarat arie de protecție specială avifaunistică în decembrie 2003 pentru a proteja 2 specii de animale. Alte tipuri de protecție:
- sit de importanță comunitară (în mai 2004)
- arie specială de conservare (în mai 2004)[1][3][4]

## Biodiversitate
Situată în ecoregiunea boreală, aria protejată conține 3 habitate naturale: Taiga vestică, Păduri caducifoliate de mlaștină fino-scandinave, Mlaștini împădurite.
La baza desemnării sitului se află mai multe specii protejate:
- păsări (1):  cocoș de munte (Tetrao urogallus)
- nevertebrate (1): Boros schneideri